# Краснодар (футбольный клуб)
«Краснода́р» — российский футбольный клуб из одноимённого города, выступающий в чемпионате России. Основан 22 февраля 2008 года. Чемпион России (2024/25), финалист Кубка России в сезонах 2013/14 и 2022/23, дважды финалист Суперкубка России (2024, 2025), серебряный призёр чемпионата России (2023/24) и трёхкратный бронзовый призёр чемпионата России (2014/15, 2018/19 и 2019/20). Домашним стадионом «Краснодара» является «Ozon Арена», вмещающая 33 395 зрителей.

## История

### Первые годы
Футбольный клуб «Краснодар» основан 22 февраля 2008 года. Инициатором создания и владельцем клуба является Сергей Николаевич Галицкий.
В феврале 2008 года ФК «Краснодар» прошёл процедуру лицензирования ПФЛ, получил профессиональный статус и право выступать во втором дивизионе. Первый официальный матч команда провела 12 апреля 2008 года в Таганроге на стадионе «Торпедо», сыграв вничью 0:0 с клубом «Ника» Красный Сулин. Первая победа клуба на профессиональном уровне состоялась 16 апреля 2008 года, когда «быки» переиграли «Жемчужину-Сочи». Команду составляли молодые игроки, которыми руководил Владимир Волчек — первый тренер в истории клуба. Под его руководством «Краснодар» завершил первый круг первенства в зоне «Юг» второго дивизиона на 5-м месте, набрав 30 очков.
В августе руководство клуба решило расторгнуть контракт с Волчеком. Его сменили спортивный директор Сергей Вахрушев и начальник команды Нурбий Хакунов, который стал параллельно исполнять обязанности главного тренера «Краснодара».
Во время летнего трансферного окна клуб укрепил состав несколькими футболистами, и под руководством обновлённого тренерского штаба вышел на новый качественный уровень игры. В итоге клуб занял 3-е место в своей зоне — вслед за «Волгарём» и «Батайском-2007», отстав от лидера на 11 очков
15 января 2009 года в офис клуба пришло официальное письмо из ПФЛ с просьбой сообщить о готовности принять участие в первенстве России в первом дивизионе в сезоне 2009 года в связи с отказом по финансовым причинам некоторых клубов от участия в первенстве. Дебютный сезон в первом дивизионе «Краснодар» завершил на 10-м месте, причём в одном из матчей «быки» обыграли фаворита «Аланию» со счётом 5:1. В следующем году командой руководил новый тренер — Сергей Ташуев, известный по работе с «Салютом-Энергией». Под его руководством «Краснодар» ярко провёл первый круг первенства, но во втором играл заметно хуже. В итоге команда завершила сезон на 5-м месте и вышла в 1/8 финала Кубка России. По окончании сезона Ташуев по обоюдному согласию сторон покинул клуб.

### Выход в премьер-лигу
В декабре 2010 года руководство «Краснодара» объявило о подписании контракта с сербским специалистом Славолюбом Муслином, известным в России по работе с московским «Локомотивом» и «Химками». Контракт с клубом был подписан по схеме «1,5 + 1». Во второй половине января 2011 года клуб также усилился игроками, имевшими опыт выступления в РФПЛ — Анджелковичем, Мичковым, Дринчичем, Амисулашвили.
После того как «Сатурн» подал заявление о добровольном выходе из премьер-лиги, развернулась дискуссия о потенциальных кандидатах на замену этим клубам. Назывались следующие команды: занявшие 3 и 4 место в первом дивизионе «Нижний Новгород» и «КАМАЗ», а также «Алания», выбывшая из премьер-лиги. Однако, в случае снятия обеих команд приоритетным считался вариант проведения чемпионата с 14-ю командами. В итоге ближе к 25 января 2011 года — дню принятия решения — всё более предпочтительными становились шансы «Краснодара». «Амкар» отозвал заявление на выход из премьер-лиги, «Нижний Новгород» и «КАМАЗ» отказались от перехода в высший дивизион по финансовым причинам, а вариант с «Аланией» РФПЛ отклонила в связи с рекомендациями УЕФА о соблюдении спортивного принципа, который не разрешает оставлять команду, вылетевшую по итогам сезона. 25 января «Краснодар» официально занял место «Сатурна» в Премьер-лиге. За 3 сезона клуб проделал путь от создания до выхода в Высший дивизион страны.

#### Первоекраснодарское дербив премьер-лиге
В 2011 году сразу два краснодарских клуба — ФК «Краснодар» и «Кубань» вышли в премьер-лигу, таким образом в России появился второй город со своим футбольным дерби на высшем уровне после Москвы. Первый матч состоялся 18 июня 2011 года на стадионе «Кубань», все предматчевые расклады были в пользу «Кубани». Матч получился напряжённым и драматичным — за фол последней надежды в пределах штрафной был удалён футболист «Краснодара» и назначен пенальти, но реализовать его «Кубань» не смогла: мяч попал в штангу. После у «Кубани» были шансы дожать соперника, который остался в меньшинстве, но этого у них не получилось. «Краснодар», играя вдесятером, смог забить гол на 67-й минуте, автором которого стал полузащитник Никола Дринчич. Этот гол остался единственным в матче и «Краснодар» победил, войдя в историю, как победитель первого немосковского дерби в премьер-лиге.

### Игры в премьер-лиге и еврокубках
За первые два сезона команда стала середняком чемпионата, не показывая каких-либо выдающих результатов под руководством Славолюба Муслина. Особняком стоят лишь разгромная победа над «Мордовией» (6:1) в сентябре 2012 года и сенсационный выигрыш у «Анжи» (4:0) с хет-триком Вандерсона в марте 2013 года. В сентябре 2013 года Муслин был уволен со своего поста. По словам специалиста, он был вынужден покинуть клуб, поскольку руководство «Краснодара» посчитало, что команда не прогрессирует, хотя только в мае того года он продлил контракт с клубом. Новым тренером команды стал Олег Кононов, который ранее 11 августа 2013 года занял пост старшего тренера «Краснодара», подписав с клубом трёхлетнее соглашение. В середине ноября 2013 года Кононов получил российское гражданство, и, таким образом, клуб был избавлен от необходимости платить 5 млн рублей в качестве налога за иностранного главного тренера. После этого Кононов был назначен главным тренером. Под руководством нового специалиста команда, порой чередуя громкие победы (над «Спартаком» (4:0) в марте 2014 года) и поражения (от ЦСКА (1:5) в октябре 2013 года и от «Зенита» (1:4) в апреле 2014 года), смогла занять 5 место в чемпионате России 2013/14 и впервые в своей истории попасть в Лигу Европы. Заодно команда смогла впервые пробиться в финал Кубка России 2013/14, где проиграла «Ростову» (0:0, пен. 5:6).
Выступления в Лиге Европы краснодарская команда начала с квалификационных раундов, где смогла за 6 игр забить 20 голов в ворота соперников, проиграв лишь раз — «Реал Сосьедаду» (0:1), и выйдя в групповой этап турнира. Старт в чемпионате России также был достаточно удачным — первое поражение команда потерпела лишь в 6 туре, до этого сыграв в 3 матчах подряд без пропущенных голов и снова крупно обыграв «Спартак» (4:0). Такого успеха Кононов добился за счёт постоянной ротации состава игроков. 25 сентября 2014 года комитет по контролю за исполнением правил финансового фэйр-плей УЕФА открыл официальное расследование в отношении «Краснодара». Это вылилось в то, что в течение двух трансферных периодов «Краснодару» было запрещено заявлять купленных футболистов для участия в еврокубках, в том числе в Лигу Европы 2015/16, в которую команда попала, заняв третье место в чемпионате России 2014/15. В Лиге Европы 2015/16 «Краснодар» прошёл словацкий «Слован» (2:0, 3:3) и вышел в раунд плей-офф, где обыграл ХИК (5:1, 0:0). В групповом турнире «Краснодар» занял 1-е место, обойдя «Боруссию» (Дортмунд) (1:2, 1:0), ПАОК (0:0, 2:1) и «Габалу» (2:1, 3:0), и вышел в 1/16 турнира на «Спарту» (Прага), которой в феврале уступил по сумме двух матчей (0:1 на выезде и 0:3 дома).
Сезон 2016/17 «Краснодар» начал достаточно удачно — команда в очередной раз уверенно преодолела квалификационный барьер Лиги Европы УЕФА, стартовала в чемпионате России с двух крупных побед. В начале сентября в отставку ушёл главный тренер Олег Кононов, на его должность с приставкой «и. о.» был назначен его ассистент, известнейший в прошлом футболист Игорь Шалимов. После ряда успешных матчей, в числе которых были две победы на старте группового этапа Лиги Европы УЕФА — гостевая 1:0 над австрийским «Зальцбургом» и домашняя 5:2 над французской «Ниццей» — приставка «и. о» с Шалимова была снята, и он подписал с клубом полноценный контракт.
В октябре 2016 года товарищеским матчем национальных сборных России и Коста-Рики был открыт новый стадион, вмещающий более 34-х тысяч зрителей. 20 октября 2016 года «Краснодар» провёл свою первую игру на новой арене, приняв в рамках Лиги Европы немецкий «Шальке 04» (0:1).
В сезоне 2017/18 «Краснодар» впервые в своей истории проиграл пять матчей подряд, начиная с матча 1/16 Кубка России «Томи» (1:2), а затем уступил в чемпионате «Зениту» (0:2), «Арсеналу» (0:1), ЦСКА (0:1) и «Локомотиву» (0:2). Позже клуб добрался до второго места, но череда потерь очков с аутсайдерами и упущенная на последних секундах победа над «Анжи» привела к отставке Шалимова; его место занял тренер из клубной системы Мурад Мусаев. Были одержаны победы над «Зенитом» в гостях (2:1) и «Арсеналом» (3:0) и команда финишировала на четвёртой строчке, которая обеспечила проход в групповой этап Лиги Европы 2018/19, откуда клуб вышел с группы J (кроме «быков», в этой группе были белидиеспорский «Акхисар», льежский «Стандарт» и 5-кратный обладатель Лиги Европы «Севилья») в плей-офф со второго места. В 1/16 финала за счёт выездного гола был пройден немецкий «Байер 04». В 1/8 финала соперником «Краснодара» стала испанская «Валенсия», которой они уступили в гостях со счётом 1:2. В ответном матч в Краснодаре до 85-й минуты счёт оставался 0:0, когда вышедший на замену Магомед-Шапи Сулейманов вывел «Краснодар» вперёд, однако пройти дальше впервые в клубной истории в 1/4 финала Лиги Европы «Краснодар» не смог, пропустив за 30 секунд до конца игры на 93-й минуте от Гонсалу Гуэдеша.
Завоевав второй раз в чемпионате России бронзовые медали сезона 2018/19, клуб получил впервые право квалифицироваться в Лигу чемпионов 2019/20. В третьем отборочном раунде был обыгран «Порту» — 0:1, 3:2 в гостях. В 4-м раунде «Краснодар» уступил «Олимпиакосу» Пирей — 0:4, 1:2. В групповой стадии Лиги Европы «Краснодар» проиграл с разницей в 5 мячей в Швейцарии «Базелю», дома проиграл «Хетафе» 1:2, победил турецкий «Трабзонспор» (2:0 в гостях, 3:1 дома), а также взяв реванш у «Базеля» 1:0. В последнем матче уступил «Хетафе» 0:3. В Группе «С» «Краснодар» занял 3 место. В чемпионате мог завоевать серебряные медали, но перед самой паузой на карантин из-за пандемии в последнем матче уступил «Сочи» (0:2). Возобновление чемпионата в июне далось команде Мусаева ещё хуже — «Краснодар» из 7 сыгранных матчей выиграл лишь 2, не без труда удержав бронзу.

#### Еврокубки 2020/21
В сезоне 2020/21 «Краснодар» благодаря тому, что в полуфинале Лиги Европы 2019/20 находились клубы с имевшейся путёвкой в групповой раунд Лиги чемпионов и множества изменений в сетке, минул 3 раунд квалификации, встретившись в раунде плей-офф с греческим «ПАОКом». Российский клуб одержал по две победы со счётом 2:1 и вышел в групповой этап Лиги чемпионов. После жеребьёвки «Краснодар» попал в группу E, где его соперниками стали «Челси», «Севилья», «Ренн». Российский клуб набрал 5 очков в групповом раунде и стал единственным представителем РПЛ из 6 еврокубковых участников, кто вышел в евровесну. В 1/16 турнира «Краснодар» уступил «Динамо» Загреб.

### С 2023 года
В январе 2023 года главным тренером «Краснодара» стал серб Владимир Ивич. В сезоне 2022/23 «быки» заняли 6-е место в чемпионате России. «Краснодар» дошёл до финала Кубка России, в котором сразился против ЦСКА. Матч закончился со счётом 1:1 в основное время. В серии послематчевых пенальти победу одержал клуб ЦСКА со счётом 5:6.
13 марта 2024 года после поражения на стадии 1/4 финала Кубка России от «Химок» (0:2), «Краснодар» объявил о расторжении контракта с Владимиром Ивичем. На следующий день клуб объявил о назначении Мурада Мусаева на пост главного тренера до конца сезона 2023/24.
25 мая 2024 года «Краснодар», победив московское «Динамо» (1:0) на своём поле, занял второе место в Премьер-лиге, обойдя московский клуб по личным встречам.
24 мая 2025 года «Краснодар», по итогам игры с «Динамо», впервые в своей истории стал чемпионом России, прервав тем самым шестилетнюю победную серию «Зенита».

## Визитная карточка

### Клубные цвета
| Чёрный | Зелёный |

### Гимн
27 августа 2021 года клуб представил официальный гимн. Его сочинил всемирно известный голливудский композитор Ханс Циммер, а аранжировщиком выступил Антон Беляев из группы Therr Maitz.

### Форма

#### Домашняя
| 2008    | 2009    | 2010    | 2011/12 | 2012/13 | 2013/14 | 2014/15 | 2015/16 |
| 2016/17 | 2017/18 | 2018/19 | 2019/20 | 2020/21 | 2021/22 | 2022/23 | 2024/25 |

#### Гостевая
| 2011/13 | 2013/14 | 2014/15 | 2015/16 | 2016/17 | 2017/18 | 2018/19 | 2019/20 |
| 2020/21 | 2021/22 | 2022/23 | 2024/25 |         |         |         |         |

#### Резервная
| 2011/12 | 2017/18 | 2018/19 | 2020/21 | 2021/22 | 2022/23 |

### Титульные и технические спонсоры
С сезона 2014/15 титульным спонсором «Краснодара» является российская кондитерская компания Constell Group.
В августе 2016 года футбольная команда «Краснодар» и компания «Meizu» подписали соглашение о сотрудничестве.
31 июля 2020 года «Краснодар» и букмекерская компания Winline достигли соглашения о сотрудничестве, логотип компании занял центральное место на игровых футболках «Краснодара» на три года. Однако согласно материалам «Рейтинга Букмекеров» основными структурами, которые финансируют клуб, являются компании, аффилированные с Сергеем Галицким — «Лаврено Лимитед» и «Лаврено Ме Проджект Менеджмент». За период с 2020 года Галицкий и эти компании инвестировали в клуб больше 22 млрд рублей.
| Годы       | Технический спонсор      | Годы      | Титульный спонсор |
| ---------- | ------------------------ | --------- | ----------------- |
| 2008—2016  | Kappa                    | 2011—2013 | Хоум кредит       |
| 2008—2016  | Kappa                    | 2013—2014 | Westa             |
| 2008—2016  | Kappa                    | 2014—2019 | Constell Group    |
| 2016—2022  | Puma                     | 2014—2019 | Constell Group    |
| 2016—2022  | Puma                     | 2019—2020 | 1xBet             |
| 2023—н. в. | Собственное производство | 2020—н.в. | Винлайн           |

## Дерби и противостояния
У «Краснодара» было главное дерби — «краснодарское дерби», противостояние с краснодарской «Кубанью», которая прекратила своё существование в 2018 году. В 2018 году в Краснодаре был образован новый клуб «Урожай», который с 2020 года называется «Кубань». Но это противостояние неактуально, так как команды играют в разных лигах. Команды играли между собой в Кубке России 2021/22, матч завершился победой «Кубани» со счётом 3:0.
С момента появления в РПЛ клуба «Сочи» у «Краснодара» появилось новое региональное дерби с данным клубом. По состоянию на 17 августа 2025 года проведено двенадцать официальных матчей между этими командами во всех турнирах.

## Достижения

### Национальные
Чемпионат России
- Чемпион: 2024/25
- Серебряный призёр: 2023/24
- Бронзовый призёр (3): 2014/15, 2018/19, 2019/20

Кубок России
- Финалист (2): 2013/14, 2022/23

Второй дивизион ПФЛ (зона «Юг»)
- Бронзовый призёр: 2008

### Еврокубки
Лига Европы УЕФА
- 1/8 финала (2): 2016/17, 2018/19

### Молодёжная команда
Молодёжное первенство России / Молодёжная футбольная лига
- Чемпион (2): 2017/18, 2022/23
- Серебряный призёр: 2020/21
- Бронзовый призёр: 2024

## Текущий состав

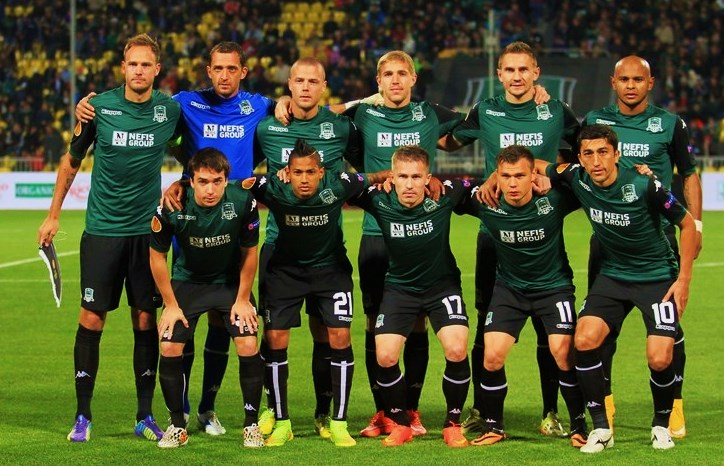
Игроки «Краснодара» в матче группового этапа Лиги Европы 2014/15 против «Эвертона»

| 1  | Флаг России     | Вр  | Станислав Агкацев            | 2002 |  |  |  |  |  |
| 16 | Флаг России     | Вр  | Александр Корякин            | 2002 |  |  |  |  |  |
| 34 | Флаг России     | Вр  | Даниил Голиков               | 2004 |  |  |  |  |  |
|    |                 |     |                              |      |  |  |  |  |  |
| 2  | Флаг России     | Защ | Виталий Стежко               | 1997 |  |  |  |  |  |
| 3  | Флаг Бразилии   | Защ | Витор Тормена                | 1996 |  |  |  |  |  |
| 4  | Флаг Бразилии   | Защ | Диего Коста                  | 1999 |  |  |  |  |  |
| 5  | Флаг Бразилии   | Защ | Жубал                        | 1993 |  |  |  |  |  |
| 15 | Флаг Уругвая    | Защ | Лукас Оласа                  | 1994 |  |  |  |  |  |
| 20 | Флаг Уругвая    | Защ | Джованни Гонсалес            | 1994 |  |  |  |  |  |
| 59 | Флаг России     | Защ | Артём Хмарин                 | 2007 |  |  |  |  |  |
| 98 | Флаг России     | Защ | Сергей Петров (вице-капитан) | 1991 |  |  |  |  |  |
|    |                 |     |                              |      |  |  |  |  |  |
| 6  | Флаг Кабо-Верде | ПЗ  | Кевин Ленини                 | 1997 |  |  |  |  |  |

| 8  | Флаг России   | ПЗ  | Данила Козлов            | 2005 |  |  |  |  |  |
| 10 | Флаг Армении  | ПЗ  | Эдуард Сперцян (капитан) | 2000 |  |  |  |  |  |
| 11 | Флаг Анголы   | ПЗ  | Жуан Баши                | 1998 |  |  |  |  |  |
| 14 | Флаг Бразилии | ПЗ  | Густаво Фуртадо          | 2001 |  |  |  |  |  |
| 23 | Флаг Франции  | ПЗ  | Гаэтан Перрен            | 1996 |  |  |  |  |  |
| 53 | Флаг России   | ПЗ  | Александр Черников       | 2000 |  |  |  |  |  |
| 66 | Флаг Бразилии | ПЗ  | Дуглас Аугусто           | 1997 |  |  |  |  |  |
| 88 | Флаг России   | ПЗ  | Никита Кривцов           | 2002 |  |  |  |  |  |
|    |               |     |                          |      |  |  |  |  |  |
| 7  | Флаг Бразилии | Нап | Витор Са                 | 1994 |  |  |  |  |  |
| 9  | Флаг Колумбии | Нап | Джон Кордоба             | 1993 |  |  |  |  |  |
| 90 | Флаг Нигерии  | Нап | Мозес Кобнан             | 2002 |  |  |  |  |  |
| 96 | Флаг России   | Нап | Александр Кокшаров       | 2004 |  |  |  |  |  |

### Игроки в аренде
| \| № \| \| Поз. \| Имя \| Год рождения \| \| - \| \| ---- \| ------------------------------------------------------- \| ------------ \| \| \| \| Вр \| Валентин Гришин (в «Астрахани» до 31 декабря 2025) \| 2003 \| \| \| \| Защ \| Кирилл Кистенёв (в «Велесе» до 30 июня 2026) \| 2006 \| \| \| \| Защ \| Кирилл Ларионов (в «Волге» до 30 июня 2026) \| 2006 \| \| \| \| ПЗ \| Руслан Чобанов (в «Динамо» (Минск) до 31 декабря 2025) \| 2004 \| \| \| \| ПЗ \| Григорий Ловцов (в «Динамо» (Киров) до 31 декабря 2025) \| 2005 \| \| \| \| ПЗ \| Михаил Умников (в «Волге» до 30 июня 2026) \| 2006 \| \| \| \| Нап \| Александр Егунев (в «Зените-2» до 30 июня 2026) \| 2002 \| \| \| \| Нап \| Тимур Абдрашитов (в «Уральце-ТС» до 31 декабря 2025) \| 2002 \| \| \| \| Нап \| Константин Дорофеев (в «Атырау» до 31 декабря 2025) \| 2005 \| \| \| \| Нап \| Дмитрий Кучугура (в «Нефтехимике» до 30 июня 2026) \| 2004 \| \| \| \| Нап \| Олакунле Олусегун (в «Пари НН» до 30 июня 2026) \| 2002 \| |              |      |                                                         |              |
| № |              | Поз. | Имя                                                     | Год рождения |
| | Флаг России  | Вр   | Валентин Гришин (в «Астрахани» до 31 декабря 2025)      | 2003         |
| | Флаг России  | Защ  | Кирилл Кистенёв (в «Велесе» до 30 июня 2026)            | 2006         |
| | Флаг России  | Защ  | Кирилл Ларионов (в «Волге» до 30 июня 2026)             | 2006         |
| | Флаг России  | ПЗ   | Руслан Чобанов (в «Динамо» (Минск) до 31 декабря 2025)  | 2004         |
| | Флаг России  | ПЗ   | Григорий Ловцов (в «Динамо» (Киров) до 31 декабря 2025) | 2005         |
| | Флаг России  | ПЗ   | Михаил Умников (в «Волге» до 30 июня 2026)              | 2006         |
| | Флаг России  | Нап  | Александр Егунев (в «Зените-2» до 30 июня 2026)         | 2002         |
| | Флаг России  | Нап  | Тимур Абдрашитов (в «Уральце-ТС» до 31 декабря 2025)    | 2002         |
| | Флаг России  | Нап  | Константин Дорофеев (в «Атырау» до 31 декабря 2025)     | 2005         |
| | Флаг России  | Нап  | Дмитрий Кучугура (в «Нефтехимике» до 30 июня 2026)      | 2004         |
| | Флаг Нигерии | Нап  | Олакунле Олусегун (в «Пари НН» до 30 июня 2026)         | 2002         |

## Руководство клуба
| Должность                                | Имя             |
| ---------------------------------------- | --------------- |
| Президент                                | Сергей Галицкий |
| Вице-президент                           | Валерий Бубнов  |
| Генеральный директор                     | Владимир Хашиг  |
| Заместитель генерального директора       | Нурбий Хакунов  |
| Коммерческий директор, директор академии | Арам Фундукян   |

## Тренерский штаб

### Основной состав
| Должность                       | Имя             |
| ------------------------------- | --------------- |
| Главный тренер                  | Мурад Мусаев    |
| Старший тренер                  | Артур Оленин    |
| Тренер                          | Виталий Корнеев |
| Тренер                          | Артём Поправкин |
| Тренер вратарей                 | Михаил Савченко |
| Тренер по физической подготовке | Алексей Малахов |

### Молодёжный состав
| Должность                          | Имя                |
| ---------------------------------- | ------------------ |
| Старший тренер молодёжной команды  | Андрей Отюцкий     |
| Тренер молодёжной команды          | Игорь Наниев       |
| Тренер по ОФП молодёжной команды   | Самюэль Бианг      |
| Тренер вратарей молодёжной команды | Станислав Иваненко |
| Начальник молодёжной команды       | Дмитрий Андреянов  |

## Болельщики

### Известные болельщики
- Данила Козловский[38]

## Стадион

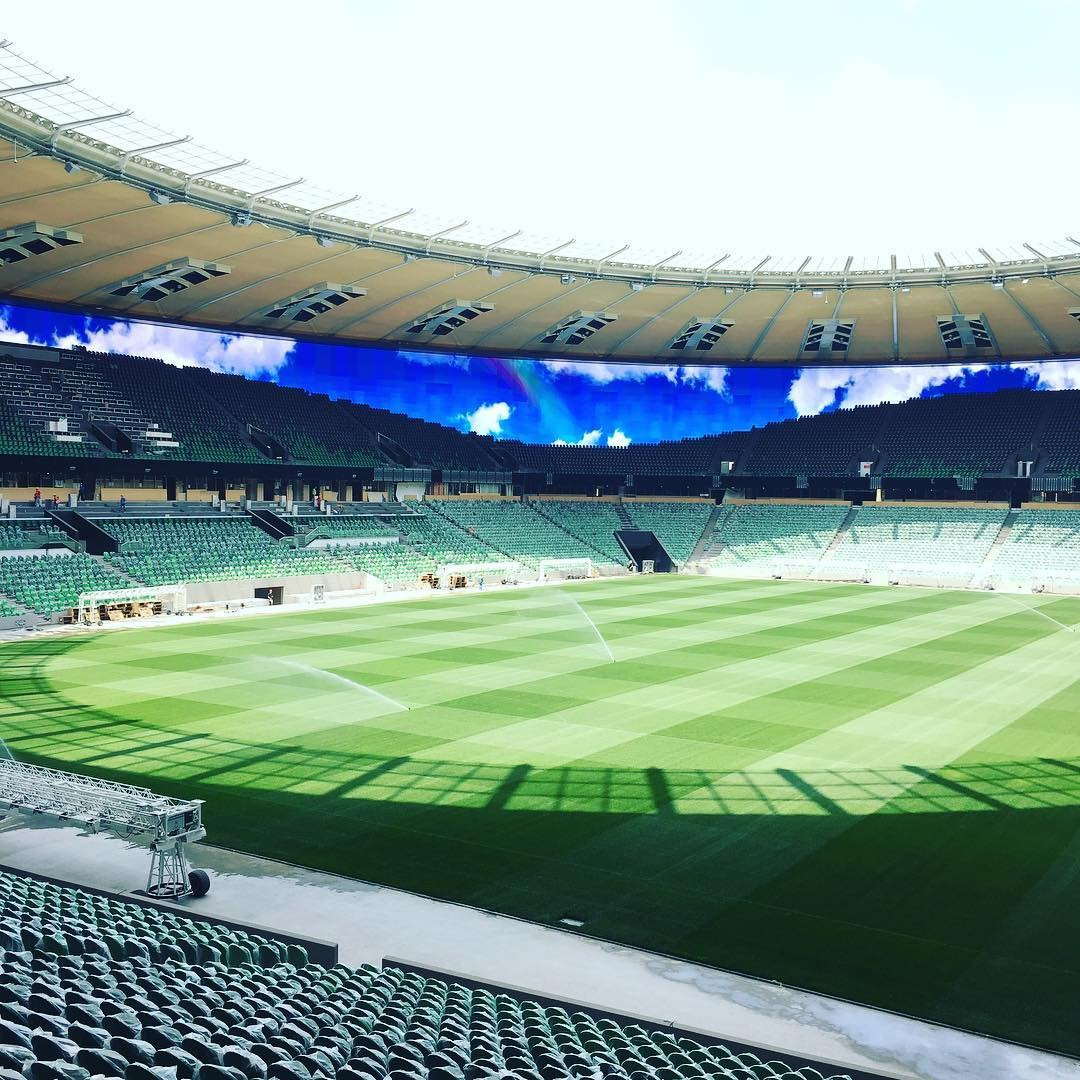
Стадион «Ozon Арена»

Подготовительные работы на площадке под строительство будущего стадиона начались в 2011 году. Проект стадиона разработан Сергеем Кузнецовым в составе архитектурного бюро SPEECH вместе с gmp Architekten von Gerkan, Marg und Partner (Германия). Проект интерьеров стадиона разработан студией Максима Рымаря. Строительство стадиона было начато в мае 2013 года турецкой фирмой Esta Construction. Навигация стадиона выполнена студией Артемия Лебедева.

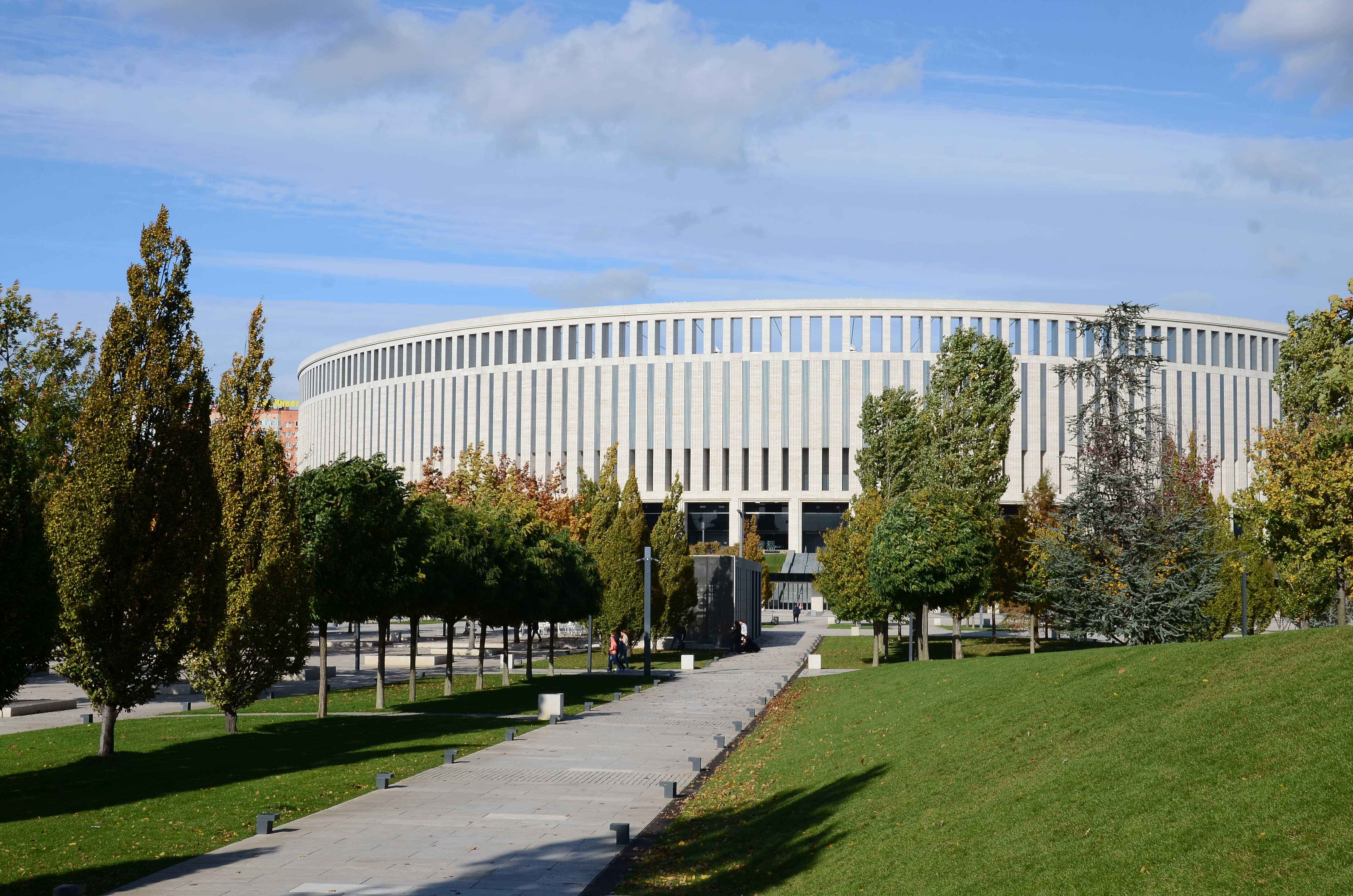
Фасад стадиона в 2022 году

Впечатляющая классическая трёхчастная структура стадиона продолжает архетипическую концепцию современной стадионной архитектуры — древнегреческий амфитеатр с его ритмичной греческой колоннадой пилястр, фасад которых изготовлен из рифлённых плиток яркого, почти белого травертина из карьера в Тиволи (Италия). Сама же крыша над трибунами была спроектирована как лёгкая кольцевая канатная конструкция. Её двухслойная покрывающая мембрана состоит из стекловолоконной сетки с покрытием из ПТФЭ, создавая трёхмерную форму крыши, которая объединяет технические службы, такие как софитное освещение и обогрев зрительских трибун. Над верхним ярусом зрительской трибуны расположен гигантский круглый экран, общей площадью 4700 м², состоящий из светодиодных модулей. Это первый в мире 360-градусный дисплей, смонтированный по всему периметру стадиона, создающий мультимедийные возможности для просмотра. Стадион отличается тем, что у него нет официального табло, информация о матче выводится на этот 3D-экран.
Трибуны стадиона полностью расположены под крышей. Арена является исключительно футбольной, отсутствие беговых спортивных дорожек позволяет максимально приблизить посадочные места к полю. Рядом со стадионом находится парк площадью около 17 га. Здесь же оборудована автомобильная стоянка на 3 тысячи мест.
Первый матч на стадионе прошёл 9 октября 2016 года, в котором сборная России встречалась в товарищеском матче против сборной Коста-Рики. Первый матч ФК «Краснодар» на стадионе провёл 20 октября 2016 года в рамках 3-го тура группового этапа Лиги Европы против «Шальке-04».

## Статистика выступлений

### В чемпионатах России
| Сезон   | Лига                       | Место | И  | В  | Н  | П  | Мячи  | О  | Лучший бомбардир                         |
| ------- | -------------------------- | ----- | -- | -- | -- | -- | ----- | -- | ---------------------------------------- |
| 2008    | Второй дивизион. Зона «Юг» | 3     | 34 | 22 | 6  | 6  | 60-23 | 72 | Денис Дорожкин — 12 голов                |
| 2009    | Первый дивизион            | 10    | 38 | 14 | 10 | 14 | 50-47 | 52 | Андрей Михеев / Денис Дорожкин — 7 голов |
| 2010    | Первый дивизион            | 5     | 38 | 17 | 10 | 11 | 60-44 | 61 | Евгений Калешин — 11 голов               |
| 2011/12 | Премьер-лига               | 9     | 44 | 16 | 13 | 15 | 58-61 | 61 | Юра Мовсисян — 14 голов                  |
| 2012/13 | Премьер-лига               | 10    | 30 | 12 | 6  | 12 | 45-39 | 42 | Вандерсон — 13 голов                     |
| 2013/14 | Премьер-лига               | 5     | 30 | 15 | 5  | 10 | 46-39 | 50 | Вандерсон — 9 голов                      |
| 2014/15 | Премьер-лига               | 3     | 30 | 17 | 9  | 4  | 52-27 | 60 | Маурисио Перейра — 9 голов               |
| 2015/16 | Премьер-лига               | 4     | 30 | 16 | 8  | 6  | 54-25 | 56 | Фёдор Смолов — 20 голов                  |
| 2016/17 | Премьер-лига               | 4     | 30 | 12 | 13 | 5  | 40-22 | 49 | Фёдор Смолов — 18 голов                  |
| 2017/18 | Премьер-лига               | 4     | 30 | 16 | 6  | 8  | 46-30 | 54 | Фёдор Смолов — 14 голов                  |
| 2018/19 | Премьер-лига               | 3     | 30 | 16 | 8  | 6  | 55-23 | 56 | Виктор Классон — 12 голов                |
| 2019/20 | Премьер-лига               | 3     | 30 | 14 | 10 | 6  | 49-30 | 52 | Маркус Берг — 9 голов                    |
| 2020/21 | Премьер-лига               | 10    | 30 | 12 | 5  | 13 | 52-45 | 41 | Маркус Берг — 9 голов                    |
| 2021/22 | Премьер-лига               | 4     | 30 | 14 | 8  | 8  | 42-30 | 50 | Эдуард Сперцян — 8 голов                 |
| 2022/23 | Премьер-лига               | 6     | 30 | 13 | 9  | 8  | 62-46 | 48 | Джон Кордоба — 14 голов                  |
| 2023/24 | Премьер-лига               | 2     | 30 | 16 | 8  | 6  | 45-29 | 56 | Джон Кордоба — 15 голов                  |
| 2024/25 | Премьер-лига               | 1     | 30 | 20 | 7  | 3  | 59-23 | 67 | Джон Кордоба — 12 голов                  |

### В Кубке России
| Сезон   | Стадия                    | Соперник                            | Результат         |
| ------- | ------------------------- | ----------------------------------- | ----------------- |
| 2008/09 | 1/64 финала               | Таганрог                            | 1:4 (г)           |
| 2009/10 | 1/16 финала               | Спартак (Москва)                    | 1:2 (д)           |
| 2010/11 | 1/4 финала                | Спартак (Москва)                    | 1:2 (г)           |
| 2011/12 | 1/16 финала               | Факел (Воронеж)                     | 1:2 (г)           |
| 2012/13 | 1/8 финала                | Кубань (Краснодар)                  | 0:1 (г)           |
| 2013/14 | Финал                     | Ростов (Ростов-на-Дону)             | 0:0, 5:6 пен. (н) |
| 2014/15 | 1/8 финала                | Крылья Советов (Самара)             | 1:3 (д)           |
| 2015/16 | 1/2 финала                | ЦСКА (Москва)                       | 1:3 (г)           |
| 2016/17 | 1/4 финала                | Урал (Екатеринбург)                 | 3:3, пен. 3:4 (г) |
| 2017/18 | 1/16 финала               | Томь (Томск)                        | 1:2 (г)           |
| 2018/19 | 1/4 финала                | Ростов (Ростов-на-Дону)             | 2:2 (д), 0:1 (г)  |
| 2019/20 | 1/16 финала               | Нижний Новгород                     | 0:1 (г)           |
| 2020/21 | 1/8 финала                | Сочи                                | 1:2 (д)           |
| 2021/22 | Групповой раунд           | Ленинградец (Ленинградская область) | 2:0 (г)           |
| 2021/22 | Групповой раунд           | Кубань (Краснодар)                  | 0:3 (г)           |
| 2022/23 | Финал                     | ЦСКА (Москва)                       | 1:1, 5:6 пен. (н) |
| 2023/24 | 1-й этап 1/4 финала (РЕГ) | Химки                               | 0:2 (г)           |
| 2024/25 | 2-й этап 1/4 финала (РЕГ) | Ахмат (Грозный)                     | 1:2 (д)           |

### В Суперкубке России
| Сезон | Соперник                | Результат |
| ----- | ----------------------- | --------- |
| 2024  | Зенит (Санкт-Петербург) | 2:4       |
| 2025  | ЦСКА (Москва)           | 0:1       |

### В еврокубках
| Сезон   | Соревнование   | Раунд           |
| ------- | -------------- | --------------- |
| 2014/15 | Лига Европы    | Групповой раунд |
| 2015/16 | Лига Европы    | 1/16 финала     |
| 2016/17 | Лига Европы    | 1/8 финала      |
| 2017/18 | Лига Европы    | Раунд плей-офф  |
| 2018/19 | Лига Европы    | 1/8 финала      |
| 2019/20 | Лига чемпионов | Раунд плей-офф  |
| 2019/20 | Лига Европы    | Групповой раунд |
| 2020/21 | Лига чемпионов | Групповой раунд |
| 2020/21 | Лига Европы    | 1/16 финала     |

## Рекорды и факты
- Официальные игры
  - Первый официальный матч и первое набранное очко: 12 апреля 2008 года. Таганрог. Стадион «Торпедо», «НИКА» (Красный Сулин) — «Краснодар» — 0:0 (0:0).
  - Больше всего голов в матче: 10 апреля 2016 года. Краснодар. Стадион «Кубань». «Краснодар» — «Урал» — 6:0 (2:0). Фёдор Смолов, 18 (1:0), 45+2 (2:0), 56 (4:0), 61 (5:0) минуты…
  - 500-й гол в официальных матчах: 24 апреля 2016 года. Краснодар. Стадион «Кубань». «Краснодар» — «Уфа» — 4:0 (2:0). Сергей Петров, 70 минута (3:0).
  - Самая длинная «сухая» серия вратаря: Июнь-Июль 2008 года. Дмитрий Климов, 604 минуты.
  - Самая длинная победная серия: 11 игр (2024)[45].
  - 250-я победа в официальных матчах: 25 апреля 2021 года. Казань. Стадион «Ак Барс Арена». «Рубин» — «Краснодар» — 0:1 (0:1)
  - 1000-й гол в официальных матчах: 20 апреля 2024 года. Краснодар. Стадион «Краснодар». «Краснодар» — «Факел» — 2:0 (0:0). Виктор Са, 60 минута (1:0)[46].
- Еврокубки
  - Первый гол в еврокубках: 17 июля 2014 года, Таллин, стадион «А. Ле Кок Арена». «Калев» — «Краснодар» — 0:4 (0:2). Ари, 9 минута (0:1).
  - Самая крупная победа в еврокубках: 24 июля 2014 года, Краснодар, стадион «Кубань». «Краснодар» — «Калев» — 5:0 (1:0).
  - Самое крупное поражение в еврокубках: 19 сентября 2019 года, Базель, стадион «Санкт-Якоб Парк», «Базель» — «Краснодар» — 5:0 (2:0)
- Премьер-лига
  - Первый официальный матч и первое набранное очко в Премьер-лиге: 12 марта 2011 года, Махачкала, стадион «Динамо», «Анжи» — «Краснодар» — 0:0 (0:0).
  - Первый гол в Премьер-лиге: 19 марта 2011, Краснодар, стадион «Кубань». «Краснодар» — «Спартак-Нальчик» — 2:0 (1:0). Игорь Пикущак, 35 минута (1:0).
  - Самая крупная победа в Премьер-лиге: 18 сентября 2020 года, Краснодар, Стадион «Краснодар». «Краснодар» — «Химки» — 7:2 (2:2).
  - Самые крупные поражения в Премьер-лиге: 28 августа 2011 года, Санкт-Петербург, Стадион «Петровский». «Зенит» — «Краснодар» — 5:0 (2:0);
7 марта 2021 года, Москва, Стадион «Открытие Арена». «Спартак» — «Краснодар» — 6:1 (2:0)[47][48];
  - 500-й гол в Премьер-лиге: 25 июля 2021, Екатеринбург, стадион «Екатеринбург Арена». «Краснодар» — «Урал» — 3:0 (0:0). Тонни Вильена, 85 минута (2:0).
- Первый дивизион
  - 100-й гол в первенстве России: 14 октября 2009 года. Краснодар. Стадион «Кубань». «Краснодар» — «Луч-Энергия» (Владивосток) — 3:1 (1:0). Александр Олейник, 53 минута (3:0).
  - Самая крупная победа в первом дивизионе: 4 ноября 2009 года, Краснодар. Стадион «Кубань». «Краснодар» — «Алания» (Владикавказ) — 5:1 (3:1).

## Рекордсмены клуба
- Наибольшее количество официальных матчей провёл Сергей Петров (323).
- Лучший бомбардир в истории клуба — Фёдор Смолов — 68 голов.
- Лучший бомбардир в официальных матчах одного сезона — Фёдор Смолов — 25 голов в сезоне 2016/2017 годов.

### Рекордсмены «Краснодара» в чемпионатах и первенствах России
| #   | Футболист            | Период               | Игр       |     |
| --- | -------------------- | -------------------- | --------- | --- |
| 1   | Сергей Петров        | 2013—                | 254       |     |
| 2—3 | Александр Мартынович | 2010—2022            | 212       |     |
| 2—3 | Юрий Газинский       | 2013—2022, 2024—2025 | 212       |     |
| 4   | Жоаозиньо            | 2011—2018            | 177       |     |
| 5   | Маурисио Перейра     | 2013—2019            | 154       |     |
| 6   | Матвей Сафонов       | 2017—2024            | 147       |     |
| 7   | Кристиан Рамирес     | 2017—2023            | 135       |     |
| 8   | Андреас Гранквист    | 2013—2018            | 134       |     |
| 9   | Эдуард Сперцян       | 2020—                | 120       |     |
| 9   | 10                   | Ари                  | 2013—2021 | 119 |

| #    | Футболист          | Период               | Голов |
| ---- | ------------------ | -------------------- | ----- |
| 1    | Фёдор Смолов       | 2015—2018, 2024—2025 | 54    |
| 2    | Джон Кордоба       | 2021—                | 48    |
| 3    | Эдуард Сперцян     | 2020—                | 43    |
| 4    | Ари                | 2013—2021            | 38    |
| 5    | Вандерсон ду Карму | 2012—2017            | 37    |
| 6    | Виктор Классон     | 2017—2021            | 32    |
| 7    | Жоаозиньо          | 2011—2018            | 28    |
| 8    | Павел Мамаев       | 2013—2018            | 25    |
| 9—10 | Юра Мовсисян       | 2011—2012            | 23    |
| 9—10 | Маурисио Перейра   | 2013—2019            | 23    |

### Рекордсмены «Краснодара» в еврокубках
| #   | Футболист               | Период               | Игр |
| --- | ----------------------- | -------------------- | --- |
| 1   | Юрий Газинский          | 2013—2022, 2024—2025 | 55  |
| 2   | Сергей Петров           | 2013—                | 47  |
| 3—4 | Александр Мартынович    | 2010—2022            | 41  |
| 3—4 | Ари                     | 2013—2021            | 41  |
| 5   | Маурисио Перейра        | 2013—2019            | 39  |
| 6   | Андреас Гранквист       | 2013—2018            | 37  |
| 7—8 | Рикардо Лаборде         | 2013—2018            | 32  |
| 7—8 | Кристиан Рамирес        | 2017—2023            | 32  |
| 9   | Магомед-Шапи Сулейманов | 2017—2023            | 31  |
| 10  | Одил Ахмедов            | 2014—2016            | 30  |

| #     | Футболист               | Период               | Голов |
| ----- | ----------------------- | -------------------- | ----- |
| 1     | Ари                     | 2013—2021            | 13    |
| 2—3   | Жоаозиньо               | 2011—2018            | 9     |
| 2—3   | Фёдор Смолов            | 2015—2018, 2024—2025 | 9     |
| 4—5   | Вандерсон ду Карму      | 2012—2017            | 8     |
| 4—5   | Виктор Классон          | 2017—2021            | 8     |
| 6—7   | Павел Мамаев            | 2013—2018            | 7     |
| 6—7   | Магомед-Шапи Сулейманов | 2017—2023            | 7     |
| 8     | Маурисио Перейра        | 2013—2019            | 6     |
| 9     | Рикардо Лаборде         | 2013—2018            | 5     |
| 10—11 | Андреас Гранквист       | 2013—2018            | 4     |
| 10—11 | Маркус Берг             | 2019—2021            | 4     |

### Капитаны «Краснодара»

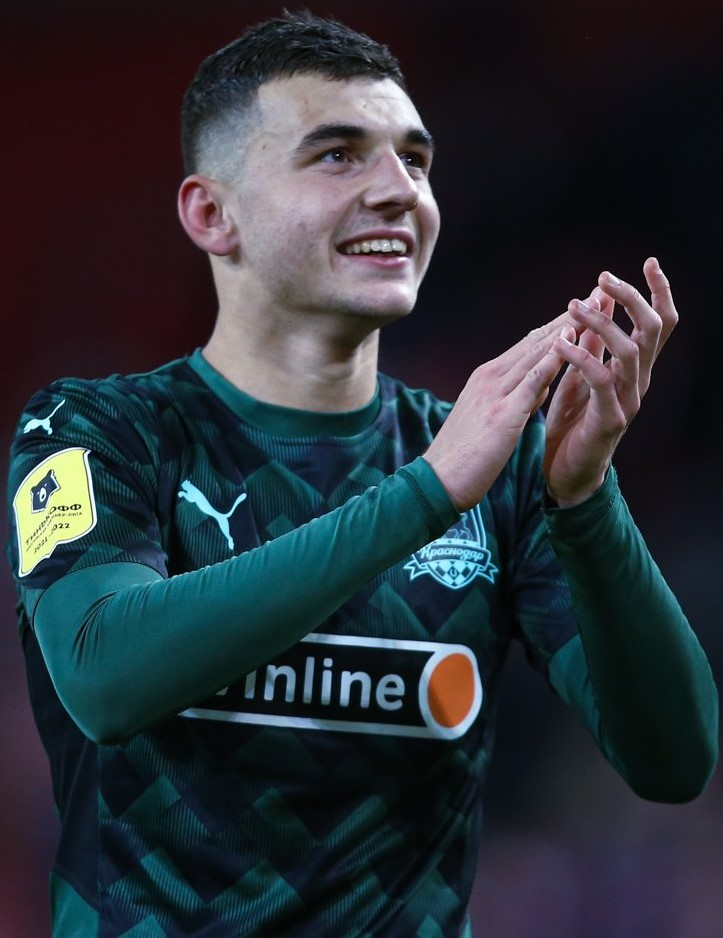
Эдуард Сперцян — капитан команды

| Период     | Капитан                |
| ---------- | ---------------------- |
| 2008       | Сергей Сандаков        |
| 2009—2010  | Максим Деменко         |
| 2010       | Спартак Гогниев        |
| 2011—2012  | Александр Амисулашвили |
| 2013—2014  | Александр Мартынович   |
| 2014—2018  | Андреас Гранквист      |
| 2018       | Фёдор Смолов           |
| 2018—2021  | Александр Мартынович   |
| 2021       | Матвей Сафонов         |
| 2021       | Гжегож Крыховяк        |
| 2022—2024  | Матвей Сафонов         |
| 2024—н. в. | Эдуард Сперцян         |

### Футболисты, сыгравшие 100 и более матчей
Список футболистов, сыгравших 100 и более матчей за клуб. Учитываются только матчи официальных турниров (Второй дивизион, Первый дивизион, Чемпионат России, Кубок России, Суперкубок России, Лига Европы УЕФА, Лига чемпионов УЕФА).
- Ари
- Одил Ахмедов
- Жуан Батчи
- Вандерсон ду Карму
- Вандерсон Масиэл
- Юрий Газинский
- Андреас Гранквист
- Жоаозиньо
- Шарль Каборе
- Виталий Калешин
- Виктор Классон
- Джон Кордоба
- Никита Кривцов
- Рикардо Лаборде
- Павел Мамаев
- Александр Мартынович
- Олакунле Олусегун
- Кайо Панталеан
- Сергей Петров
- Маурисио Перейра
- Кристиан Рамирес
- Матвей Сафонов
- Андрей Синицын
- Фёдор Смолов
- Эдуард Сперцян
- Магомед-Шапи Сулейманов
- Владимир Татарчук
- Александр Черников

### «Сборная десятилетия» (2018)
В начале 2018 года «Краснодар» составил сборную десятилетия по результатам опроса болельщиков:
| Позиция | Игрок                | Период выступления   |
| ------- | -------------------- | -------------------- |
| Вр      | Андрей Дикань        | 2014—2016            |
| Защ     | Андреас Гранквист    | 2013—2018            |
| Защ     | Виталий Калешин      | 2013—2017            |
| Защ     | Сергей Петров        | 2013—н. в.           |
| Защ     | Александр Мартынович | 2010—2022            |
| Пз      | Маурисио Перейра     | 2013—2019            |
| Пз      | Павел Мамаев         | 2013—2018            |
| Пз      | Юрий Газинский       | 2013—2022, 2024—2025 |
| Нап     | Вандерсон ду Карму   | 2012—2017            |
| Нап     | Жоаозиньо            | 2011—2018            |
| Нап     | Фёдор Смолов         | 2015—2018, 2024—2025 |

## Главные тренеры
| Тренеры              | Годы                               | И   | В  | Н  | П  | Мячи    | % побед | очков за матч |
| -------------------- | ---------------------------------- | --- | -- | -- | -- | ------- | ------- | ------------- |
| Владимир Волчек      | 22 февраля — 13 августа 2008       | 24  | 14 | 6  | 4  | 41−17   | 58,3    | 2,0           |
| Нурбий Хакунов       | 13 августа 2008 — 25 ноября 2009   | 57  | 29 | 10 | 18 | 85−61   | 50,8    | 1,7           |
| Сергей Ташуев        | 25 ноября 2009 — 7 ноября 2010     | 40  | 19 | 10 | 11 | 63−45   | 47,5    | 1,68          |
| Славолюб Муслин      | 29 декабря 2010 — 9 августа 2013   | 83  | 31 | 20 | 32 | 114−114 | 37,3    | 1,36          |
| Олег Кононов         | 11 августа 2013 — 13 сентября 2016 | 103 | 57 | 24 | 22 | 178−98  | 55,3    | 1,89          |
| Игорь Шалимов        | 13 сентября 2016 — 2 апреля 2018   | 66  | 30 | 19 | 17 | 96−69   | 45,4    | 1,65          |
| Мурад Мусаев (и. о.) | 3 апреля — 3 мая 2018              | 4   | 3  | 0  | 1  | 8−3     | 75,0    | 2,25          |
| Олег Фоменко         | 4 мая 2018 — 9 июля 2019           | 46  | 23 | 13 | 10 | 74−40   | 50,0    | 1,78          |
| Сергей Матвеев       | 9 июля 2019 — 5 июня 2020          | 33  | 15 | 8  | 10 | 47−43   | 45,4    | 1,61          |
| Мурад Мусаев         | 5 июня 2020 — 3 апреля 2021        | 43  | 16 | 8  | 19 | 69−63   | 37,2    | 1,30          |
| Виктор Гончаренко    | 6 апреля 2021 — 5 января 2022      | 25  | 11 | 5  | 9  | 39−31   | 44,0    | 1,52          |
| Даниель Фарке        | 13 января — 2 марта 2022           | 0   | 0  | 0  | 0  | 0−0     | 0,0     | 0,0           |
| Александр Сторожук   | 2 марта 2022 — 4 января 2023       | 35  | 17 | 8  | 10 | 55−45   | 48,6    | 1,69          |
| Владимир Ивич        | 4 января 2023 — 13 марта 2024      | 48  | 23 | 15 | 10 | 83−50   | 47,9    | 1,75          |
| Мурад Мусаев         | 14 марта 2024 — н. в.              | 49  | 28 | 10 | 11 | 83−51   | 57,1    | 1,92          |

Примечания
1. ↑  Де-факто обязанности главного тренера исполнял Мурад Мусаев, который из-за отсутствия соответствующей лицензии официально главным тренером считаться не мог.
2. ↑  Де-факто обязанности главного тренера продолжал исполнять Мурад Мусаев, который из-за отсутствия соответствующей лицензии официально главным тренером считаться не мог.
3. ↑  До 24 мая 2022 года — и. о. главного тренера.

Тренеры ФК «Краснодар». footballfacts.ru. Дата обращения: 2 апреля 2018.

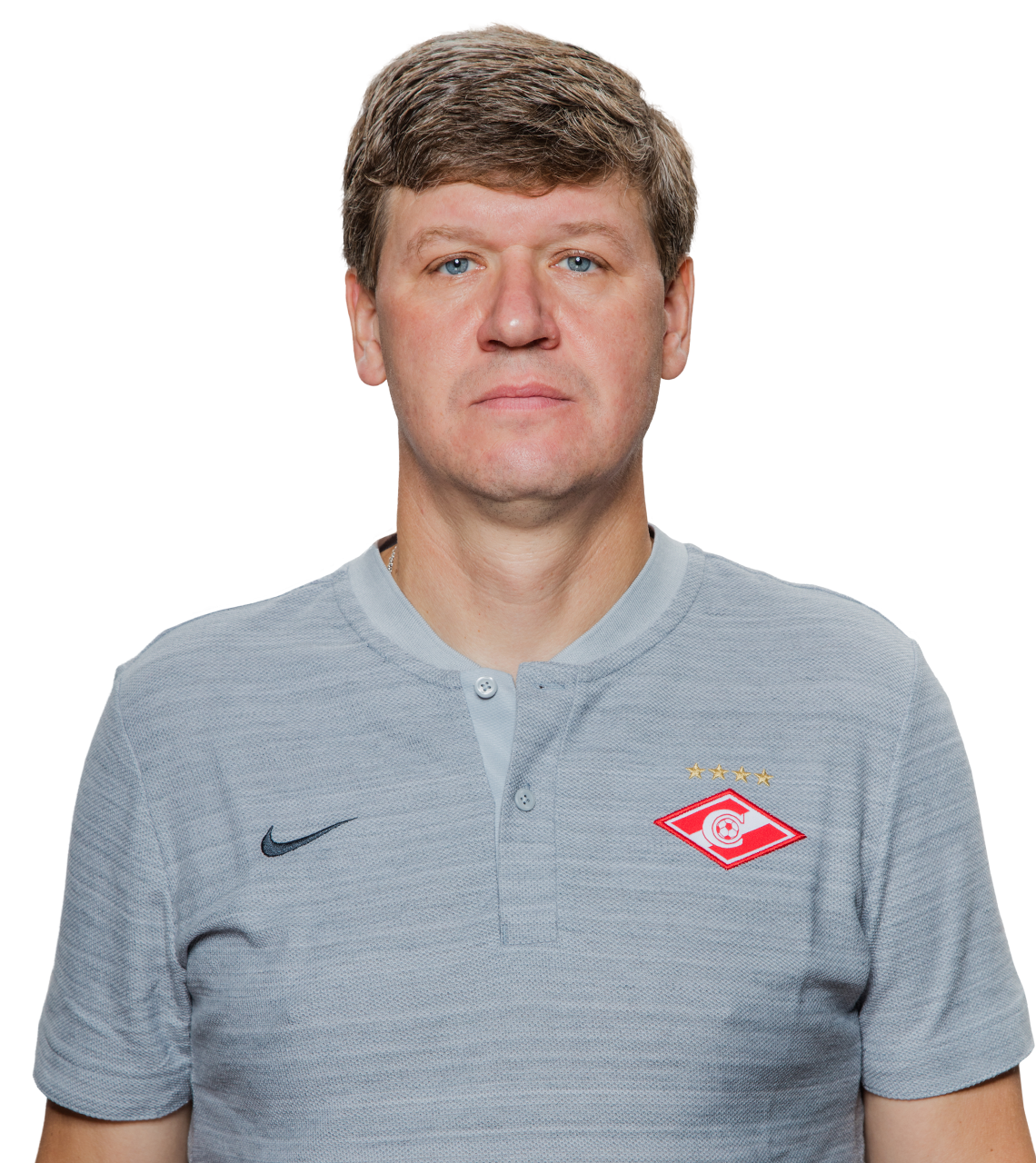
Владимир Волчек
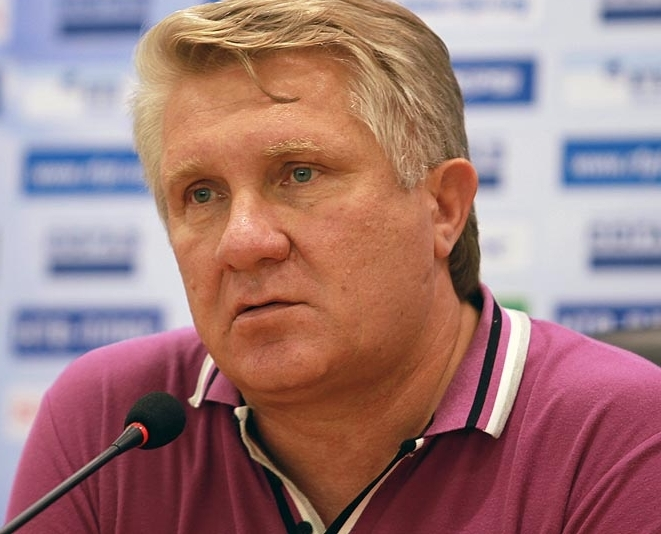
Сергей Ташуев
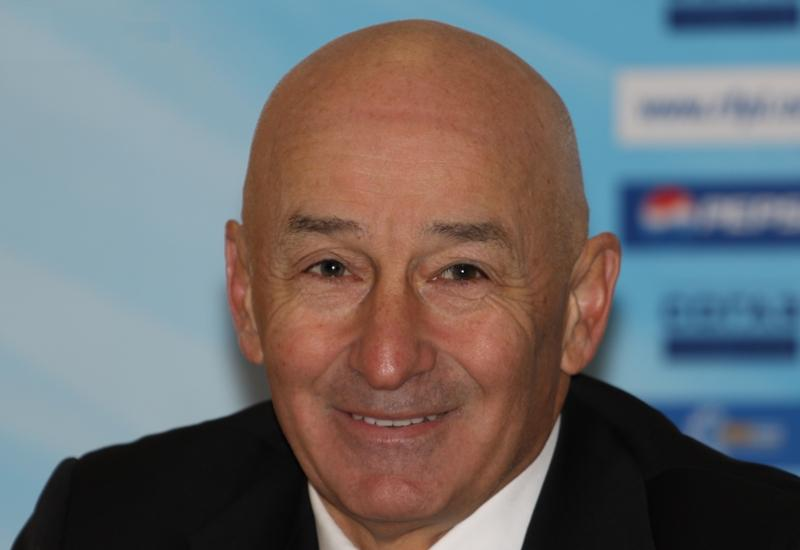
Славолюб Муслин
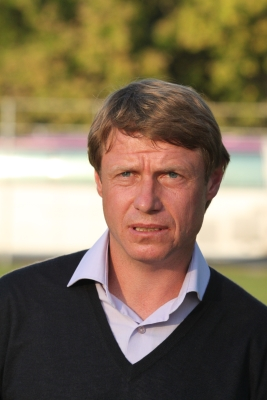
Олег Кононов
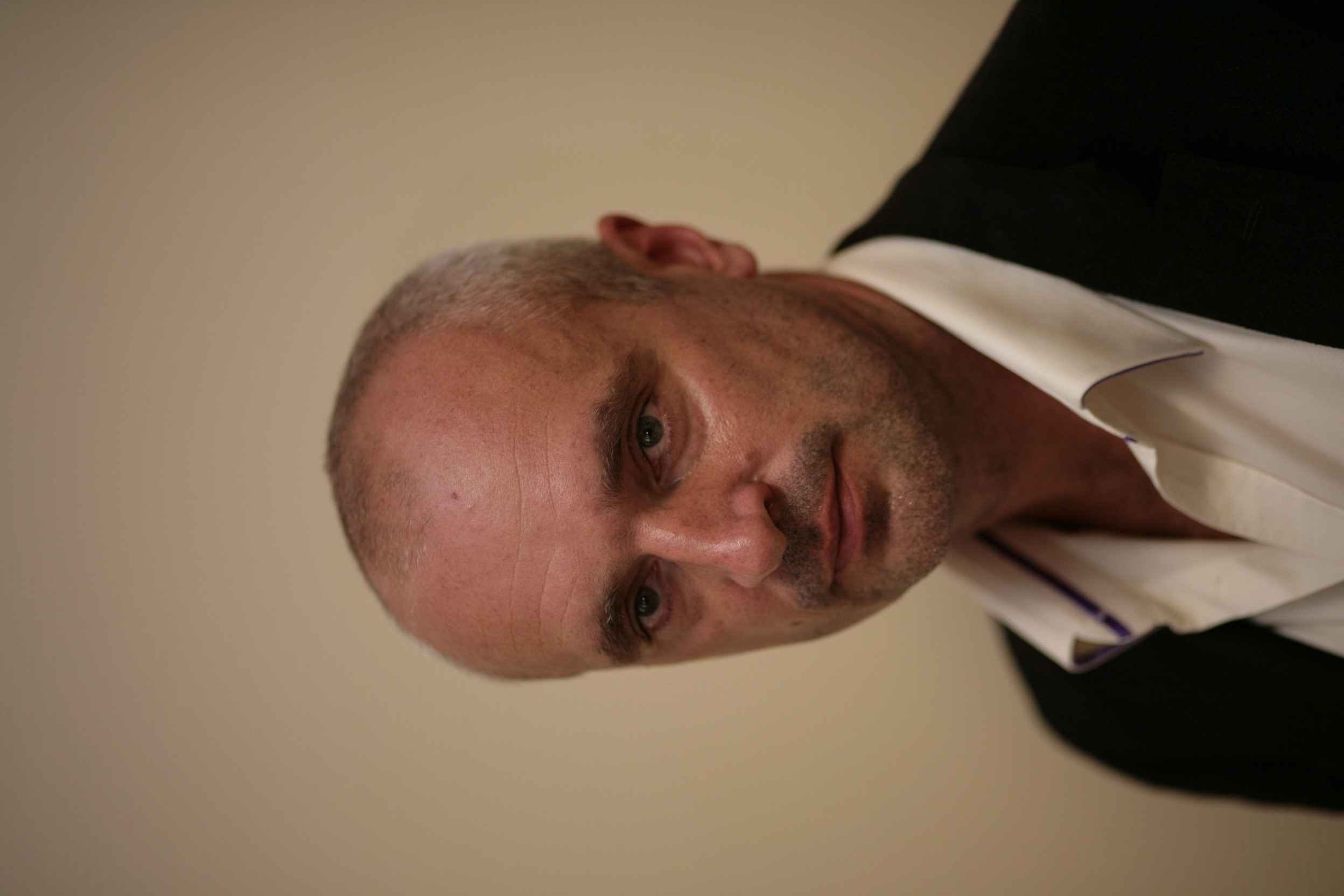
Игорь Шалимов
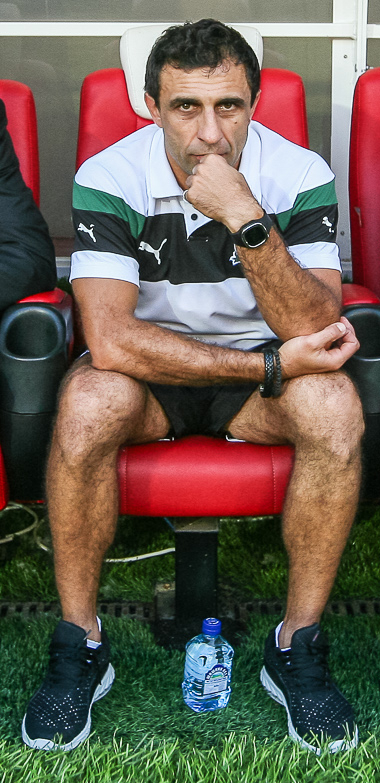
Олег Фоменко
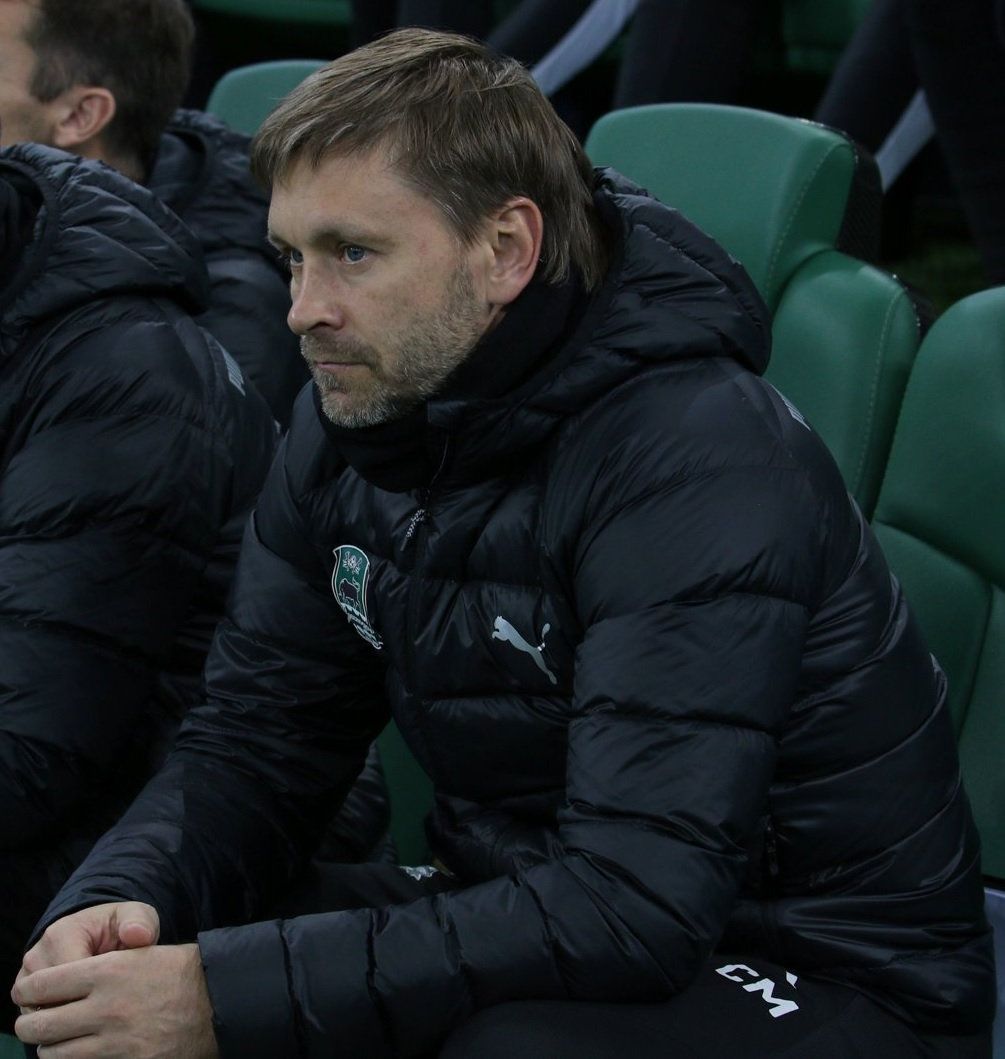
Сергей Матвеев
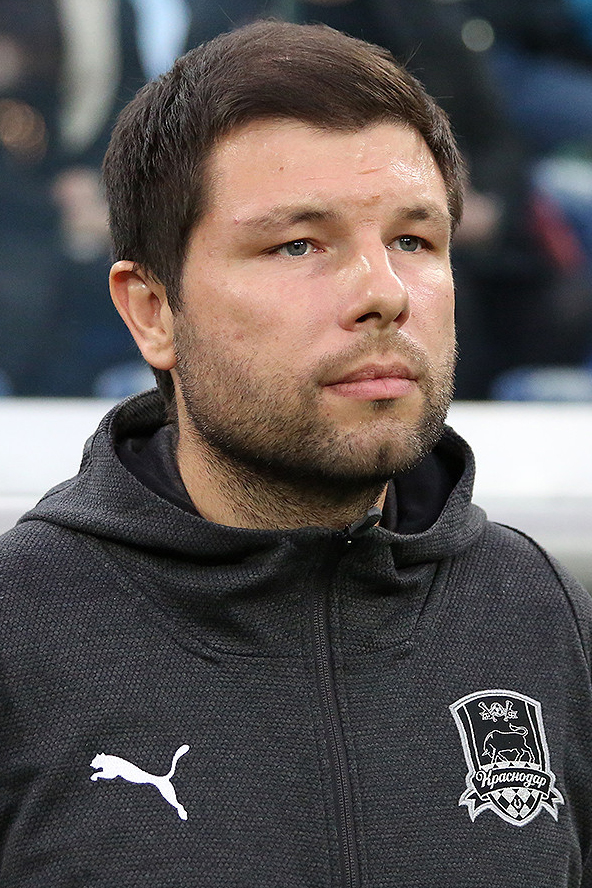
Мурад Мусаев
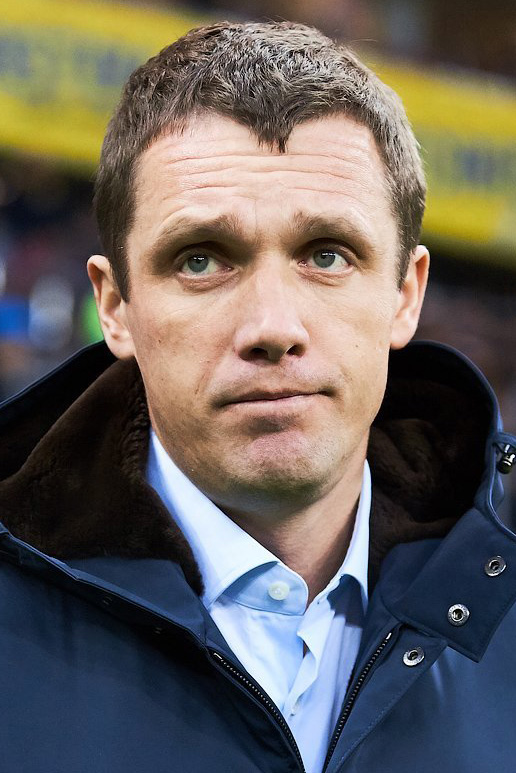
Виктор Гончаренко
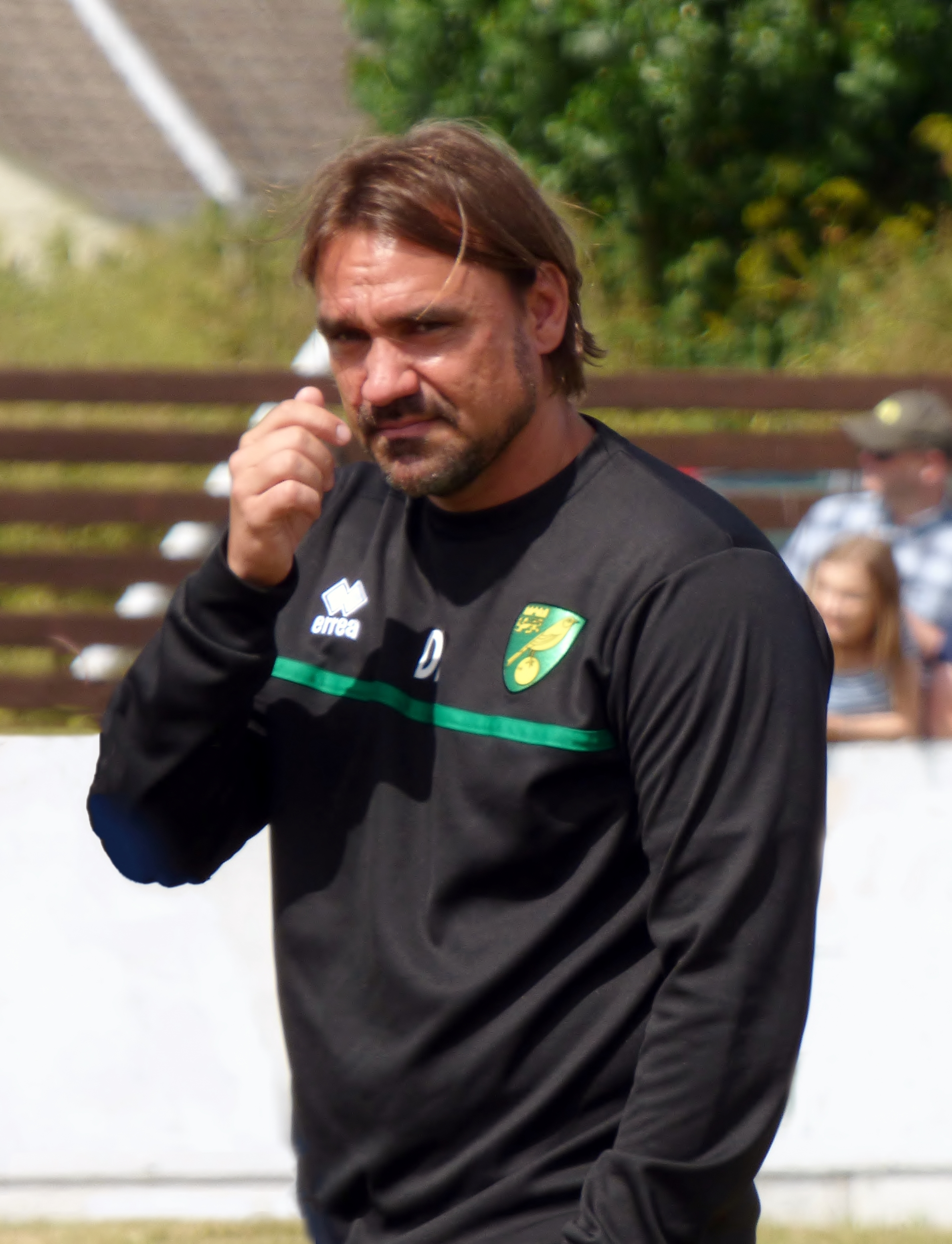
Даниель Фарке
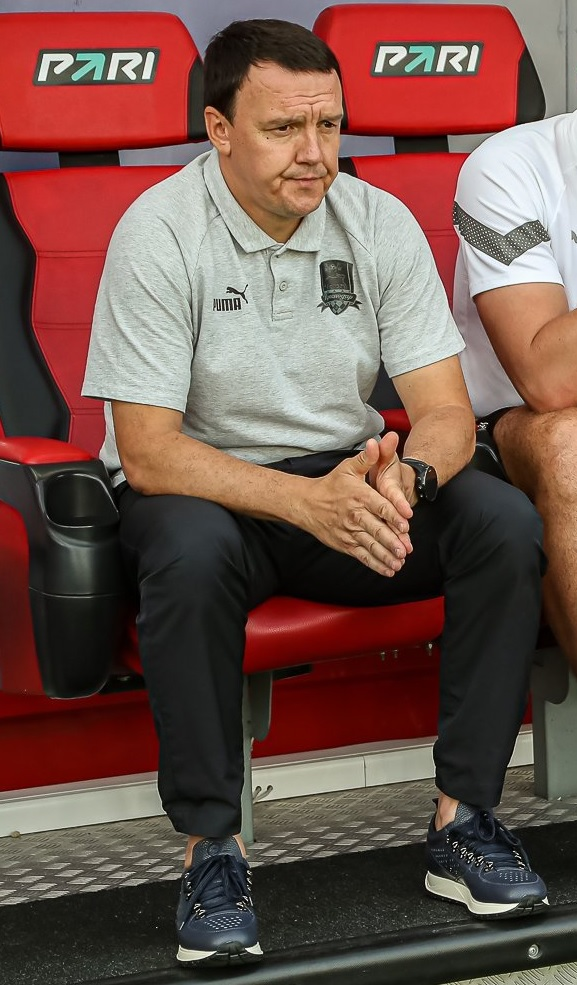
Александр Сторожук
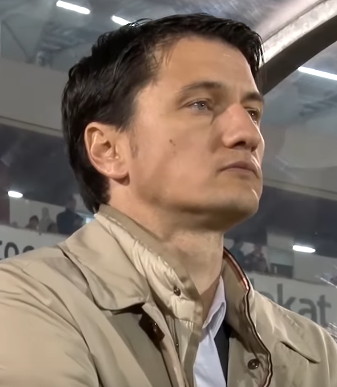
Владимир Ивич

## Академия ФК «Краснодар»
В 2008 году создана детская спортивная школа, которая занимается подготовкой футболистов для «Краснодара». Главная академия футбольного клуба «Краснодар» открылась в 2010 году. Включает 38 филиалов: 15 в Краснодаре, 19 в населённых пунктах Краснодарского края, 1 в Адыгее, 1 в Кабардино-Балкарии, 2 в Ставропольском крае. Академия «Краснодара» является одной из крупнейших в Европе детских футбольных школ.
На территории находятся два воздухоопорных манежа с искусственной травой для занятий зимой, 12 полей с натуральным газоном и ещё три — с синтетическим. Здесь же расположен стадион на 7458 мест, открытый в 2021 году — на нём проводят свои домашние матчи молодёжная и женская команда «Краснодара», а также команда «Краснодар-2», ранее на территории академии функционировал стадион на 3500 мест с крытой трибуной (был открыт в 2011 году), на нём играла также команда «Краснодар-3». В академии построено десять коттеджей, каждый из которых рассчитан на 34 человека.
Академия «Краснодара» имеет собственную футбольную философию, которая основывается на важных принципах работы тренерского штаба. Философия клуба ставит в приоритет атакующий стиль игры для всех команд вне зависимости от возрастной категории. В академии отсутствует специализация по позициям до 15 лет. Обучение технике проходит комплексно и подразумевает завершение до 13 лет, креативность и принятие нестандартных решений во время матчей приветствуется. Академия «Краснодара», в отличие от абсолютного большинства футбольных школ страны, не ориентируется на антропометрические данные игроков всех позиций до 15 лет, также акселерация роста не является критерием селекции.